# Elecciones al Congreso de los Diputados de abril de 2019 (La Coruña)
Las elecciones al Congreso de los Diputados de 2019 se celebraron en la provincia de La Coruña el domingo 28 de abril, como parte de las elecciones generales convocadas por Real Decreto dispuesto el 4 de marzo de 2019 y publicado en el Boletín Oficial del Estado el día siguiente. Se eligieron los 8 diputados del Congreso correspondientes a la circunscripción electoral de La Coruña, mediante un sistema proporcional (método d'Hondt) con listas cerradas y un umbral electoral del 3%.

## Resultados
Los comicios depararon 3 escaños al Partido dos Socialista de Galicia y al Partido Popular y 1 escaño a En Común y a Ciudadanos-Partido de la Ciudadanía.
| Candidatura                                          | Candidatura                                          | Votos   | %                                       | Escaños                                 |
| ---------------------------------------------------- | ---------------------------------------------------- | ------- | --------------------------------------- | --------------------------------------- |
|                                                      | Partido dos Socialistas de Galicia-PSOE (PSdeG-PSOE) | 235 322 | 34,37                                   | 3                                       |
|                                                      | Partido Popular (PP)                                 | 171 783 | 25,50                                   | 3                                       |
|                                                      | En Común (Podemos-EU-Mareas en Común-Equo)           | 99 621  | 14,79                                   | 1                                       |
|                                                      | Ciudadanos-Partido de la Ciudadanía (Cs)             | 81 261  | 12,06                                   | 1                                       |
|                                                      |                                                      |         |                                         |                                         |
| Bloque Nacionalista Galego (BNG)                     | Bloque Nacionalista Galego (BNG)                     | 44 901  | 6,67                                    | 0                                       |
| Vox (Vox)                                            | Vox (Vox)                                            | 37 950  | 5,63                                    | 0                                       |
| Partido Animalista Contra el Maltrato Animal (PACMA) | Partido Animalista Contra el Maltrato Animal (PACMA) | 6994    | 1,04                                    | 0                                       |
| En Marea (En Marea)                                  | En Marea (En Marea)                                  | 6745    | 1,00                                    | 0                                       |
| Partido Comunista Obrero Español (PCOE)              | Partido Comunista Obrero Español (PCOE)              | 1,808   | 0,27                                    | 0                                       |
| Recortes Cero-Grupo Verde (R0-GV)                    | Recortes Cero-Grupo Verde (R0-GV)                    | 1,300   | 0,19                                    | 0                                       |
| Compromiso por Galicia (CxG)                         | Compromiso por Galicia (CxG)                         | 1232    | 0,18                                    | 0                                       |
| Partido Comunista dos Traballadores de Galiza (PCTG) | Partido Comunista dos Traballadores de Galiza (PCTG) | 589     | 0,09                                    | 0                                       |
| Votos válidos                                        | Votos válidos                                        | 665 782 | 100,00                                  | 8                                       |
| Votos nulos                                          | Votos nulos                                          | 9048    | Participación: · \| \| 73,47 % \| 4,39% | Participación: · \| \| 73,47 % \| 4,39% |
| Votantes                                             | Votantes                                             | 682 703 | Participación: · \| \| 73,47 % \| 4,39% | Participación: · \| \| 73,47 % \| 4,39% |
| Electores                                            | Electores                                            | 929 232 | Participación: · \| \| 73,47 % \| 4,39% | Participación: · \| \| 73,47 % \| 4,39% |
|                                                      | 73,47 %                                              |         |                                         |                                         |

## Diputados electos
Relación de diputados electos:
| N.º | Nombre                            | Lista | Lista    |
| --- | --------------------------------- | ----- | -------- |
| 1   | Pilar Cancela Rodríguez           |       | PSOE     |
| 2   | Marta González Vázquez            |       | PP       |
| 3   | Pablo Arangüena Fernández         |       | PSOE     |
| 4   | Antón Gómez-Reino Varela          |       | En Común |
| 5   | Tristana María Moraleja Gómez     |       | PP       |
| 6   | Marta Rivera de la Cruz           |       | Cs       |
| 7   | María Montserrat García Chavarría |       | PSOE     |
| 8   | María Valentina Martínez Ferro    |       | PP       |